# Yamandú Orsi
Yamandú Ramón Antonio Orsi Martínez, född 13 juni 1967 i Canelones i Uruguay, är en uruguayansk politiker och lärare som sedan den 1 mars 2025 är Uruguays president, han efterträdde Luis Alberto Lacalle Pou.